# Fußball-Brandenburgliga 2020/21
Die Brandenburgliga 2020/21 war die 31. Spielzeit und die 13. als sechsthöchste Spielklasse im Fußball der Männer. Sie begann am 22. August 2020 mit dem Spiel SV Frankonia Wernsdorf gegen den SC Eintracht Miersdorf/Zeuthen und endete am 29. März 2021 mit dem 9. Spieltag.
Der Märkischer SV 1919 Neuruppin belegte nach der Quotientenregelung vom 16. April 2021 den ersten Platz in der Liga und stieg damit in die Fußball-Oberliga Nordost auf. Der 1. FC Frankfurt errang die Vizemeisterschaft.

## Saisonabbruch aufgrund der COVID-19-Pandemie

### Hintergrund
Am 19. März 2021 hatte die Landesregierung die Änderung der bestehenden Eindämmungsverordnung beschlossen. Die geänderte Verordnung trat am 22. März 2021 in Kraft.
Die wichtigsten Änderungen für den Sport lauteten dabei: Sollte ein Landkreis oder eine kreisfreie Stadt ununterbrochen an mindestens drei Tagen die 7-Tage-Inzidenz von 100 Neuinfektionen pro 100.000 Einwohnern überschreiten, ist für die Dauer von mind. 14 Tagen auf allen Sportanlagen in dem betreffenden Landkreis bzw. der kreisfreien Stadt ausschließlich der Individualsport allein, zu zweit oder mit den Angehörigen des eigenen Haushalts zulässig.
Auf Grund dieser neuen Verordnung und den Erfahrungen aus den letzten Wochen und Monaten im Bezug auf die Covid-19-Pandemie, beschloss der Krisenstab des Fußball-Landesverband Brandenburg am 24. März 2021 zusammenzukommen und über die aktuelle Saison 2020/2021 und deren weitere Behandlung zu sprechen, um am 29. März 2021 eine entsprechende Entscheidung im Vorstand herbeizuführen.

### Entschluss
Der Vorstand des Fußball-Landesverbands Brandenburg hat in seiner Sitzung am 29. März 2021 aufgrund der anhaltenden Corona-Pandemie den endgültigen Abbruch der Saison beschlossen. Dies teilte der FLB am Abend in einer Pressemitteilung und einer E-Mail an die Vereine mit. Die Entscheidung hatte sich bereits nach einer Sitzung des Krisenstabs am 24. März 2021 abgezeichnet. Der vorzeitige Abbruch trat mit sofortiger Wirkung in Kraft und gilt für alle Alters- und Spielklassen des Verbandes und seiner Fußballkreise.
Die Abstiegsregelungen der Spielzeit 2020/2021 werden außer Kraft gesetzt; es gibt keine Absteiger. Meister beziehungsweise Staffelsieger werden nicht ermittelt. Die Spielklasseneinteilung der Saison 2021/22 erfolgt analog zur Saison 2020/21.
Der Nordostdeutsche Fußballverband (NOFV) hat auf seiner Präsidiumssitzung am 16. April 2021 über die Wertung der Saison 2020/21 entschieden. Demnach ist der seit Anfang November ruhende Spielbetrieb jetzt auch offiziell abgebrochen worden. Aufgrund der Entscheidung zum Aufstiegsrecht, entschied der NOFV das der FLB, unter Anwendung der Quotientenregelung, eine aufstiegsberechtigte Mannschaft aus der Brandenburgliga stellen darf.
In diesem Falle ist dies der Märkischer SV 1919 Neuruppin, der in die Oberliga aufsteigen darf. Die Mannschaft von Trainer Henry Bloch lag nach der Anwendung der Quotientenregelung (Punkte dividiert durch Spiele) auf dem ersten Platz der höchsten Spielklasse Brandenburgs und geht damit in der Saison 2021/22 erstmals seit 14 Jahren wieder in einer überregionalen Liga an den Start.

## Teilnehmer
An der Spielzeit 2020/21 nahmen insgesamt 17 Vereine teil.
| Mannschaften der Fußball-Brandenburgliga 2019/20 | Mannschaften der Fußball-Brandenburgliga 2019/20 | Mannschaften der Fußball-Brandenburgliga 2019/20 |
| ------------------------------------------------ | ------------------------------------------------ | ------------------------------------------------ |
| Märkischer SV 1919 Neuruppin                     | 1. FC Frankfurt                                  | SV Altlüdersdorf                                 |
| SV Grün-Weiß Lübben                              | Werderaner FC Viktoria 1920                      | SV Blau-Weiß Petershagen-Eggersdorf              |
| TuS 1896 Sachsenhausen                           | TSG Einheit Bernau                               | Oranienburger FC Eintracht 1901                  |
| FV Preussen Eberswalde                           | SG Union Klosterfelde                            | FSV Bernau                                       |
| SC Eintracht Miersdorf/Zeuthen                   | SV Falkensee-Finkenkrug                          | FC Eisenhüttenstadt                              |

| ▲Aufsteiger aus der Landesliga 2019/20 | ▲Aufsteiger aus der Landesliga 2019/20 |
| -------------------------------------- | -------------------------------------- |
| SV Zehdenick 1920                      | SV Frankonia Wernsdorf 1919            |

## Spielstätten
Die Spielstätten sind nach den Kapazitäten sortiert.
| Logo | Verein                              | Stadion                        | Standort               | Kapazität |
| ---- | ----------------------------------- | ------------------------------ | ---------------------- | --------- |
|      | 1. FC Frankfurt                     | Stadion der Freundschaft       | Frankfurt (Oder)       | 12.000    |
|      | FC Eisenhüttenstadt                 | Stadion der Hüttenwerker       | Eisenhüttenstadt       | 10.000    |
|      | Märkischer SV 1919 Neuruppin        | Volksparkstadion               | Neuruppin              | 5.000     |
|      | FSV Bernau                          | Sportplatz Rehberge            | Bernau bei Berlin      | 4.500     |
|      | FV Preussen Eberswalde              | Westend-Stadion                | Eberswalde             | 4.000     |
|      | SV Grün-Weiß Lübben                 | Stadion der Völkerfreundschaft | Lübben (Spreewald)     | 3.500     |
|      | Werderaner FC Viktoria 1920         | Arno-Franz-Sportplatz          | Werder (Havel)         | 3.000     |
|      | TSG Einheit Bernau                  | Sportplatz am Wasserturm       | Bernau bei Berlin      | 3.000     |
|      | SV Blau-Weiß Petershagen-Eggersdorf | Waldsportplatz                 | Petershagen/Eggersdorf | 2.500     |
|      | SV Zehdenick 1920                   | Havelsportplatz                | Zehdenick              | 2.500     |
|      | Oranienburger FC Eintracht 1901     | Orafol-Arena                   | Oranienburg            | 2.200     |
|      | TuS 1896 Sachsenhausen              | ELGORA-Stadion                 | Sachsenhausen          | 2.100     |
|      | SV Falkensee-Finkenkrug             | Sportplatz Leistikowstraße     | Falkensee              | 2.000     |
|      | SG Union Klosterfelde               | Sportplatz an der Mühlenstraße | Klosterfelde           | 2.000     |
|      | SC Eintracht Miersdorf/Zeuthen      | Sportplatz Wüstemarker Weg     | Zeuthen                | 2.000     |
|      | SV Altlüdersdorf                    | Sport- & Gemeindezentrum       | Altlüdersdorf          | 2.000     |
|      | SV Frankonia Wernsdorf 1919         | Sportplatz Wernsdorf           | Wernsdorf              | 1.000     |

## Abschlusstabelle

### Tabelle nach Quotientenregelung
| Pl. | Verein                              | Spiele | Punkte | Ø Punkte |
| --- | ----------------------------------- | ------ | ------ | -------- |
| 01. | Märkischer SV 1919 Neuruppin        | 7      | 16     | 2,28     |
| 02. | 1. FC Frankfurt                     | 8      | 17     | 2,12     |
| 03. | TSG Einheit Bernau                  | 8      | 15     | 1,87     |
| 04. | Werderaner FC Viktoria 1920         | 8      | 13     | 1,62     |
| 05. | FV Preussen Eberswalde              | 8      | 13     | 1,62     |
| 06. | SC Eintracht Miersdorf/Zeuthen      | 9      | 14     | 1,55     |
| 07. | FSV Bernau                          | 8      | 12     | 1,50     |
| 08. | TuS 1896 Sachsenhausen              | 9      | 13     | 1,44     |
| 09. | SV Grün-Weiß Lübben                 | 9      | 12     | 1,33     |
| 10. | Oranienburger FC Eintracht 1901     | 6      | 8      | 1,33     |
| 11. | FC Eisenhüttenstadt                 | 7      | 9      | 1,28     |
| 12. | SV Blau-Weiß Petershagen-Eggersdorf | 8      | 10     | 1,25     |
| 13. | SV Altlüdersdorf                    | 8      | 10     | 1,25     |
| 14. | SG Union Klosterfelde               | 9      | 11     | 1,22     |
| 15. | SV Frankonia Wernsdorf 1919 (N)     | 7      | 7      | 1,00     |
| 16. | SV Falkensee-Finkenkrug             | 6      | 4      | 0,66     |
| 17. | SV Zehdenick 1920 (N)               | 7      | 4      | 0,57     |

### Tabelle zum Zeitpunkt des Abbruchs
| Pl.                     | Verein                              | Sp. | S | U | N | Tore    | Diff. | Punkte |
| ----------------------- | ----------------------------------- | --- | - | - | - | ------- | ----- | ------ |
| 1.                      | 1. FC Frankfurt                     | 8   | 5 | 2 | 1 | 019:120 | +7    | 17     |
| 2.                      | Märkischer SV 1919 Neuruppin        | 7   | 5 | 1 | 1 | 021:900 | +12   | 16     |
| 3.                      | TSG Einheit Bernau                  | 8   | 4 | 3 | 1 | 017:700 | +10   | 15     |
| 4.                      | SC Eintracht Miersdorf/Zeuthen      | 9   | 4 | 2 | 3 | 012:150 | −3    | 14     |
| 5.                      | TuS 1896 Sachsenhausen              | 9   | 4 | 1 | 4 | 013:900 | +4    | 13     |
| 6.                      | Werderaner FC Viktoria 1920         | 8   | 4 | 1 | 3 | 013:900 | +4    | 13     |
| 7.                      | FV Preussen Eberswalde              | 8   | 4 | 1 | 3 | 013:140 | −1    | 13     |
| 8.                      | SV Grün-Weiß Lübben                 | 9   | 4 | 0 | 5 | 023:190 | +4    | 12     |
| 9.                      | FSV Bernau                          | 8   | 4 | 0 | 4 | 012:160 | −4    | 12     |
| 10.                     | SG Union Klosterfelde               | 9   | 3 | 2 | 4 | 016:160 | ±0    | 11     |
| 11.                     | SV Blau-Weiß Petershagen-Eggersdorf | 8   | 3 | 1 | 4 | 010:800 | +2    | 10     |
| 12.                     | SV Altlüdersdorf                    | 8   | 3 | 1 | 4 | 011:150 | −4    | 10     |
| 13.                     | FC Eisenhüttenstadt                 | 7   | 3 | 0 | 4 | 011:160 | −5    | 09     |
| 14.                     | Oranienburger FC Eintracht 1901     | 6   | 2 | 2 | 2 | 013:120 | +1    | 08     |
| 15.                     | SV Frankonia Wernsdorf 1919 (N)     | 7   | 2 | 1 | 4 | 009:140 | −5    | 07     |
| 16.                     | SV Falkensee-Finkenkrug             | 6   | 1 | 1 | 4 | 009:190 | −10   | 04     |
| 17.                     | SV Zehdenick 1920 (N)               | 7   | 1 | 1 | 5 | 008:200 | −12   | 04     |
| Stand: Abschlusstabelle |                                     |     |   |   |   |         |       |        |

(N) Aufsteiger aus der Landesliga 2019/20

## Kreuztabelle
Die Kreuztabelle stellt die Ergebnisse aller Spiele dieser Saison dar. Die Heimmannschaft ist in der linken Spalte, die Gastmannschaft in der oberen Zeile aufgelistet.
| 2020/21                             | Märkischer SV 1919 Neuruppin | 1. FC Frankfurt | SV Altlüdersdorf | SV Grün-Weiß Lübben | Werderaner FC Viktoria 1920 | SV Blau-Weiß Petershagen-Eggersdorf | TuS 1896 Sachsenhausen | TSG Einheit Bernau | FV Preussen Eberswalde | Oranienburger FC Eintracht 1901 | SG Union Klosterfelde | FSV Bernau | SC Eintracht Miersdorf/Zeuthen | SV Falkensee-Finkenkrug | FC Eisenhüttenstadt | SV Zehdenick 1920 | SV Frankonia Wernsdorf 1919 |
| ----------------------------------- | ---------------------------- | --------------- | ---------------- | ------------------- | --------------------------- | ----------------------------------- | ---------------------- | ------------------ | ---------------------- | ------------------------------- | --------------------- | ---------- | ------------------------------ | ----------------------- | ------------------- | ----------------- | --------------------------- |
| Märkischer SV 1919 Neuruppin        |                              | Abg.            | Abg.             | Abg.                | 3:1                         | Abg.                                | Abg.                   | Abg.               | Abg.                   | Abg.                            | Abg.                  | Abg.       | Abg.                           | Abg.                    | 5:1                 | 5:1               | Abg.                        |
| 1. FC Frankfurt                     | 2:2                          |                 | Abg.             | 3:2                 | Abg.                        | Abg.                                | Abg.                   | Abg.               | Abg.                   | 2:2                             | 4:3                   | Abg.       | Abg.                           | Abg.                    | Abg.                | Abg.              | Abg.                        |
| SV Altlüdersdorf                    | 1:2                          | 1:2             |                  | Abg.                | Abg.                        | 1:0                                 | Abg.                   | Abg.               | Abg.                   | Abg.                            | Abg.                  | Abg.       | 2:1                            | Abg.                    | Abg.                | Abg.              | Abg.                        |
| SV Grün-Weiß Lübben                 | 3:2                          | Abg.            | 3:0              |                     | Abg.                        | 2:1                                 | Abg.                   | Abg.               | Abg.                   | Abg.                            | Abg.                  | 3:4        | 1:2                            | Abg.                    | Abg.                | Abg.              | Abg.                        |
| Werderaner FC Viktoria 1920         | Abg.                         | Abg.            | Abg.             | Abg.                |                             | Abg.                                | Abg.                   | 2:1                | 1:2                    | Abg.                            | Abg.                  | Abg.       | Abg.                           | Abg.                    | 3:0                 | Abg.              | 3:0                         |
| SV Blau-Weiß Petershagen-Eggersdorf | Abg.                         | 1:3             | Abg.             | Abg.                | Abg.                        |                                     | 1:0                    | Abg.               | Abg.                   | Abg.                            | 0:1                   | Abg.       | 3:0                            | Abg.                    | Abg.                | Abg.              | Abg.                        |
| TuS 1896 Sachsenhausen              | Abg.                         | Abg.            | Abg.             | Abg.                | 2:0                         | Abg.                                |                        | Abg.               | Abg.                   | 2:0                             | 1:1                   | Abg.       | Abg.                           | 2:3                     | 3:0                 | Abg.              | Abg.                        |
| TSG Einheit Bernau                  | Abg.                         | Abg.            | 1:1              | Abg.                | Abg.                        | 1:1                                 | Abg.                   |                    | Abg.                   | Abg.                            | Abg.                  | 3:0        | Abg.                           | Abg.                    | Abg.                | Abg.              | 3:0                         |
| FV Preussen Eberswalde              | Abg.                         | Abg.            | Abg.             | Abg.                | Abg.                        | 0:3                                 | Abg.                   | Abg.               |                        | Abg.                            | Abg.                  | 1:2        | Abg.                           | Abg.                    | Abg.                | 1:1               | 2:0                         |
| Oranienburger FC Eintracht 1901     | Abg.                         | Abg.            | 5:3              | 5:1                 | Abg.                        | Abg.                                | Abg.                   | 0:3                | Abg.                   |                                 | Abg.                  | Abg.       | Abg.                           | Abg.                    | Abg.                | Abg.              | Abg.                        |
| SG Union Klosterfelde               | 0:2                          | Abg.            | 1:2              | 2:1                 | Abg.                        | Abg.                                | Abg.                   | 1:1                | 5:2                    | Abg.                            |                       | Abg.       | Abg.                           | Abg.                    | Abg.                | Abg.              | Abg.                        |
| FSV Bernau                          | Abg.                         | 0:3             | Abg.             | Abg.                | Abg.                        | Abg.                                | 2:0                    | Abg.               | Abg.                   | Abg.                            | Abg.                  |            | 3:0                            | Abg.                    | Abg.                | 1:3               | Abg.                        |
| SC Eintracht Miersdorf/Zeuthen      | Abg.                         | 1:0             | Abg.             | Abg.                | Abg.                        | Abg.                                | Abg.                   | Abg.               | Abg.                   | 1:1                             | 3:2                   | Abg.       |                                | 3:2                     | Abg.                | Abg.              | Abg.                        |
| SV Falkensee-Finkenkrug             | Abg.                         | Abg.            | Abg.             | 0:7                 | 1:1                         | Abg.                                | Abg.                   | 2:4                | 1:2                    | Abg.                            | Abg.                  | Abg.       | Abg.                           |                         | Abg.                | Abg.              | Abg.                        |
| FC Eisenhüttenstadt                 | Abg.                         | Abg.            | Abg.             | Abg.                | Abg.                        | Abg.                                | Abg.                   | Abg.               | 1:3                    | Abg.                            | Abg.                  | 3:0        | Abg.                           | Abg.                    |                     | 3:1               | 3:1                         |
| SV Zehdenick 1920                   | Abg.                         | Abg.            | Abg.             | Abg.                | 0:2                         | Abg.                                | 0:3                    | Abg.               | Abg.                   | Abg.                            | Abg.                  | Abg.       | Abg.                           | Abg.                    | Abg.                |                   | Abg.                        |
| SV Frankonia Wernsdorf 1919         | Abg.                         | Abg.            | Abg.             | Abg.                | Abg.                        | Abg.                                | 2:0                    | Abg.               | Abg.                   | Abg.                            | Abg.                  | Abg.       | 1:1                            | Abg.                    | Abg.                | 5:2               |                             |

## Statistiken

### Torschützenliste
| Pl. | Spieler                 | Mannschaft                     | Tore |
| --- | ----------------------- | ------------------------------ | ---- |
| 1.  | Romano Lindner          | SV Grün-Weiß Lübben            | 13   |
| 2.  | Patrick Richter         | Werderaner FC Viktoria 1920    | 7    |
| 3.  | Rafael Conrado Prudente | Märkischer SV 1919 Neuruppin   | 6    |
| 3.  | Tobias Marz             | SG Union Klosterfelde          | 6    |
| 5.  | John Lukas Sauer        | 1. FC Frankfurt                | 5    |
| 5.  | Andor Müller            | TuS 1896 Sachsenhausen         | 5    |
| 5.  | Paul Bechmann           | 1. FC Frankfurt                | 5    |
| 5.  | Gordan Griebsch         | SV Frankonia Wernsdorf         | 5    |
| 5.  | Danny Blume             | FSV Bernau                     | 5    |
| 5.  | Jan Wolter              | SC Eintracht Miersdorf/Zeuthen | 5    |

### Zuschauertabelle
Die Zuschauertabelle zeigt die besuchten Heimspiele an. Die Reihenfolge ist nach der Zuschaueranzahl sortiert.
| Pl.    | Verein | Verein                              | Zuschauer | ø pro Spiel | Auslastung |
| ------ | ------ | ----------------------------------- | --------- | ----------- | ---------- |
| 01.    |        | TuS 1896 Sachsenhausen              | 1.613     | 323         | 15,4 %     |
| 02.    |        | SG Union Klosterfelde               | 956       | 191         | 9,6 %      |
| 03.    |        | TSG Einheit Bernau                  | 748       | 187         | 6,2 %      |
| 04.    |        | Märkischer SV 1919 Neuruppin        | 711       | 237         | 4,7 %      |
| 05.    |        | SV Altlüdersdorf                    | 697       | 174         | 8,7 %      |
| 06.    |        | SV Zehdenick 1920                   | 684       | 342         | 13,7 %     |
| 07.    |        | FV Preussen Eberswalde              | 673       | 168         | 4,2 %      |
| 08.    |        | FC Eisenhüttenstadt                 | 658       | 165         | 1,6 %      |
| 09.    |        | 1. FC Frankfurt                     | 625       | 156         | 1,3 %      |
| 10.    |        | SC Eintracht Miersdorf/Zeuthen      | 623       | 156         | 7,8 %      |
| 11.    |        | SV Frankonia Wernsdorf 1919         | 592       | 197         | 19,7 %     |
| 12.    |        | SV Grün-Weiß Lübben                 | 546       | 109         | 3,1 %      |
| 13.    |        | SV Falkensee-Finkenkrug             | 519       | 130         | 6,5 %      |
| 14.    |        | Oranienburger FC Eintracht 1901     | 460       | 153         | 7 %        |
| 15.    |        | SV Blau-Weiß Petershagen-Eggersdorf | 455       | 114         | 4,6 %      |
| 16.    |        | FSV Bernau                          | 297       | 74          | 1,7 %      |
| 17.    |        | Werderaner FC Viktoria 1920         | 285       | 71          | 2,4 %      |
| Gesamt | Gesamt | Gesamt                              | 11.142    | 169         | 17,7 %     |